# Rayong (província)
Rayong é uma província da Tailândia. Sua capital é a cidade de Rayong.